# Sono Sakamoto, perché?
Sono Sakamoto, perché? (坂本ですが？?, Sakamoto desu ga?) è un manga scritto e disegnato da Nami Sano, pubblicato dal 2012 al 2015 sulla rivista Harta di Enterbrain. Un adattamento anime, prodotto da Studio Deen, è stato trasmesso in Giappone tra il 7 aprile e il 30 giugno 2016. In Italia i diritti del manga sono stati acquistati dalla casa editrice Edizioni BD sotto l'etichetta J-Pop, mentre l'anime è stato caricato da Dynit su VVVVID.

## Trama
Sakamoto è uno studente al primo anno delle superiori che oltre ad essere ben noto e popolare, è ritenuto da tutti un "figo". Che si tratti di aiutare il prossimo, difendere i deboli dai bulli o evitare le trappole degli invidiosi compagni di scuola, Sakamoto riesce sempre a risolvere il problema, con assoluta classe ed eleganza.

## Personaggi

Sakamoto nell'anime

Sakamoto (坂本?, Sakamoto)
Doppiato da: Hikaru Midorikawa
Yoshinobu Kubota (久保田 吉伸?, Kubota Yoshinobu)
Doppiato da: Akira Ishida
Yūya Sera (瀬良 裕也?, Sera Yūya)
Doppiato da: Shōtarō Morikubo
Atsushi Maeda (前田 あつし?, Maeda Atsushi)
Doppiato da: Tomokazu Sugita
Aina Kuronuma (黒沼 あいな?, Kuronuma Aina)
Doppiata da: Yui Horie

## Media

### Manga
Dopo il debutto nel 2011, il manga, scritto e disegnato da Nami Sano, è stato serializzato sulla rivista Fellows (poi rinominata Harta nel febbraio 2013) di Enterbrain dal 14 aprile 2012 al 14 dicembre 2015. I vari capitoli sono stati raccolti in quattro volumi tankōbon, pubblicati tra il 15 gennaio 2013 e il 15 gennaio 2016. In Italia il manga è edito dalla casa editrice Edizioni BD sotto l'etichetta J-Pop che, il 26 ottobre 2016, ha dato inizio alla pubblicazione dei volumi e ha anche pubblicato un cofanetto contenente la serie completa. In America del Nord, invece, i diritti sono stati acquistati da Seven Seas Entertainment.

#### Volumi
| Nº | Data di prima pubblicazione | Data di prima pubblicazione | Data di prima pubblicazione | Data di prima pubblicazione |
| Nº | Giapponese                  | Giapponese                  | Italiano                    | Italiano                    |
| -- | --------------------------- | --------------------------- | --------------------------- | --------------------------- |
| 1  | 15 gennaio 2013             | ISBN 978-4-04-728633-7      | 26 ottobre 2016             | ISBN 978-88-6883-810-2      |
| 2  | 15 novembre 2013            | ISBN 978-4-04-729273-4      | 23 novembre 2016            | ISBN 978-88-6883-811-9      |
| 3  | 15 dicembre 2014            | ISBN 978-4-04-730087-3      | 21 dicembre 2016            | ISBN 978-88-6883-812-6      |
| 4  | 15 gennaio 2016             | ISBN 978-4-04-730925-8      | 25 gennaio 2017             | ISBN 978-88-6883-813-3      |

### Anime
Annunciato il 15 gennaio 2016 sul quarto e ultimo volume del manga, un adattamento anime, prodotto da Studio Deen e diretto da Shinji Takamatsu, è andato in onda dal 7 aprile al 30 giugno 2016. Le sigle di apertura e chiusura sono rispettivamente Coolest (lett. "Il più figo") dei CustomiZ e Nakushita hibi ni sayonara (無くした日々にさよなら? lett. "Addio ai giorni perduti") di Suneohair. In Italia gli episodi sono stati trasmessi in streaming in simulcast da Dynit su VVVVID, mentre in America del Nord i diritti sono stati acquistati da Sentai Filmworks. Un episodio OAV, acquistato sempre da Dynit, è stato pubblicato insieme al quinto e ultimo volume BD/DVD dell'edizione home video della serie il 26 ottobre 2016.

#### Episodi
| Nº  | Titolo italiano Giapponese 「Kanji」 - Rōmaji | In onda         | In onda |
| Nº  | Titolo italiano Giapponese 「Kanji」 - Rōmaji | Giapponese      |         |
| 1   | Sakamoto della 1-2 「1年2組 坂本君」 - 1-nen 2-gumi Sakamoto-kunBee Quiet 「ビー・クワイエット」 - Bī Kuwaietto | 7 aprile 2016   |         |
| 2   | Voglio proteggere, più che essere protetto 「守られるより守りたい」 - Mamorareru yori mamoritaiDa oggi posso usare la psicologia amorosa 「今日から使える恋愛心理術」 - Kyō kara tsukaeru ren'ai shinrijutsu                                | 21 aprile 2016  |         |
| 3   | Sakamoto il galoppino 「パシリスト坂本」 - Pashirisuto SakamotoIl nascondino dell'amore 「恋のかくれんぼ」 - Koi no kakurenbo | 28 aprile 2016  |         |
| 4   | Sakamoto è un depravato? 「坂本はすけべですか？」 - Sakamoto wa sukebe desu ka?Rassegna di scenari scolastici 「授業風景オムニバス」 - Jugyō fūkei omunibasuL'estate in cui Sakamoto scomparve 「坂本が消えた夏」 - Sakamoto ga kieta natsu | 5 maggio 2016   |         |
| 5   | Lancio a softball 「ソフトボール投げ」 - Sofutobōru nageIl senpai Hayabusa, teppista carismatico 「カリスマヤンキー8823先輩」 - Karisuma yankī Hayabusa-senpaiControllo della salute 「健康管理」 - Kenkō kanri                             | 12 maggio 2016  |         |
| 6   | Le regole del rientro 「下校のルール」 - Gekō no rūruUn amore attraverso l'obiettivo 「カメラ越しの恋」 - Kamera-goshi no koiMarketing a mensa 「食堂マーケティング」 - Shokudō māketingu                                                   | 19 maggio 2016  |         |
| 7   | Sakamoto è davvero un depravato? 「やはり坂本はすけべですか？」 - Yahari Sakamoto wa sukebe desu ka?La rivoluzione francese di Sera 「瀬良のフランス革命」 - Sera no furansu kakumei                                                        | 26 maggio 2016  |         |
| 8   | Il festival della cultura è malinconico 「文化祭はグルーミー」 - Bunkasai wa gurūmī | 2 giugno 2016   |         |
| 9   | Il mio incontro con Sakamoto 「坂本君と私の出会い」 - Sakamoto-kun to watashi no deaiCosì vicini, eppure così lontani 「一番近くて遠い人」 - Ichiban chikakute tōi hito                                                                     | 9 giugno 2016   |         |
| 10  | Il diavolo 「魔王」 - MaōLa mancanza 「足りないもの」 - Tarinai mono | 16 giugno 2016  |         |
| 11  | Non ho bisogno di calore 「ぬくもりはいらない」 - Nukumori wa iranaiRicordi della 1-2 「1-2メモリーズ」 - 1-2 memorīzu | 23 giugno 2016  |         |
| 12  | Addio, Sakamoto 「さよなら坂本君」 - Sayonara Sakamoto-kun | 30 giugno 2016  |         |
| OAV | |                 |         |
| 13  | Sono Sakamoto, perché? The Movie 「坂本ですが？The Movie」 - Sakamoto desu ga? The Movie | 26 ottobre 2016 |         |

## Accoglienza

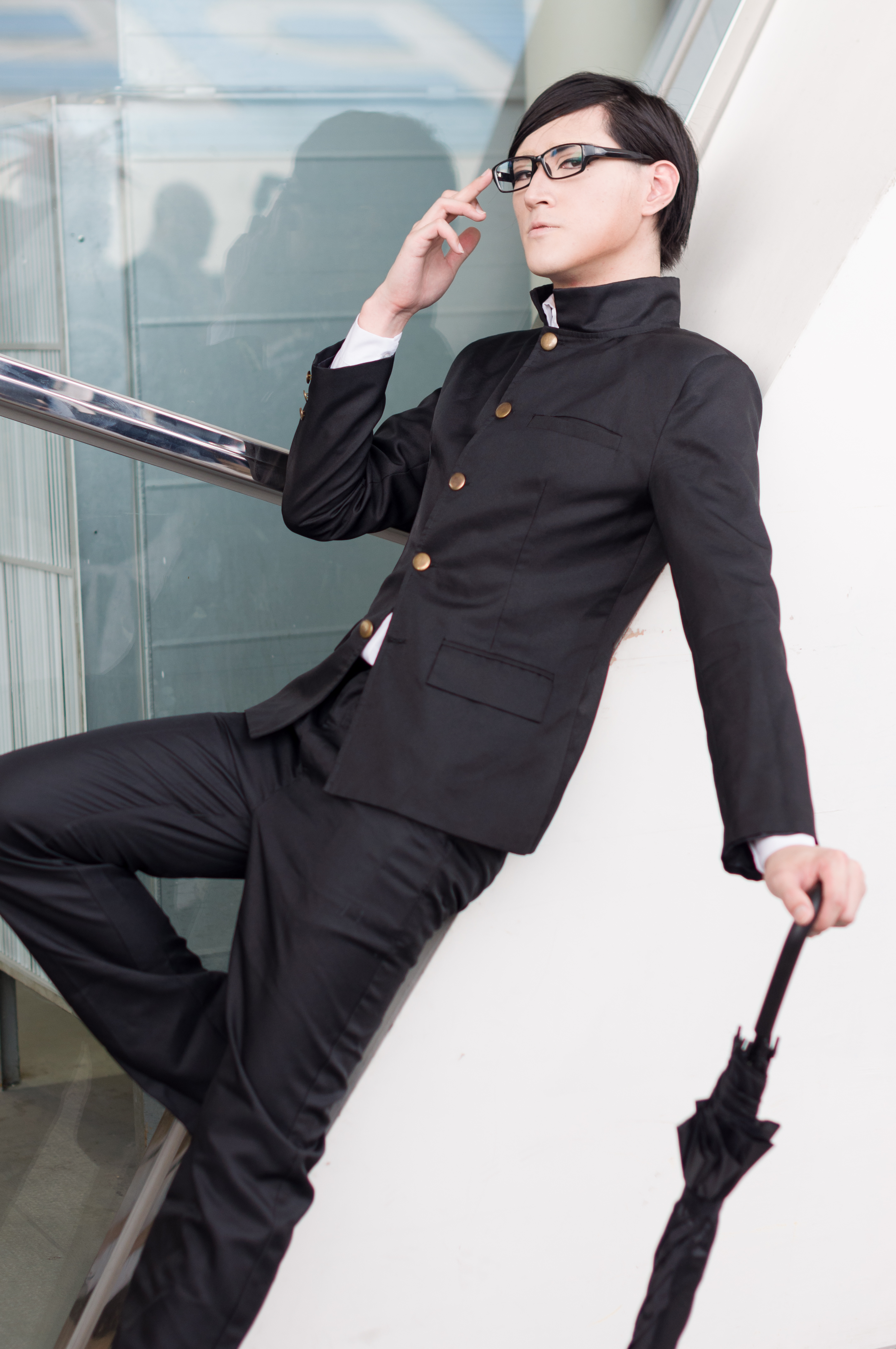
Cosplayer di Sakamoto

La serie è stata nominata al settimo Manga Taishō, ha vinto il Gran Premio di Comic Natalie nel 2013 e ha ottenuto il secondo posto nel sondaggio "top 20 manga per lettori maschi" di Kono manga ga sugoi! nell'edizione del 2014. In particolare, il primo volume tankōbon è stato classificato dalla rivista Da Vinci come il migliore nella prima metà del 2013 tra quelli dei manga indirizzati a un pubblico maschile.